# The End (álbum de Gallhammer)
The end es el tercer y último álbum de estudio de la banda japonesa Gallhammer.

## Lista de Tracks
1. "The End" 7:00
2. "Rubbish CG202" 6:04
3. "Aberration" 4:04
4. "Sober" 4:00
5. "Entropy G35" 2:24
6. "Wander" 12:06
7. "108=7/T-NA" 10:18

## Créditos
- Vivian Slaughter - Voz, Bajo
- Risa Reaper - Voz,  Batería

- Datos: Q10946438